# Gonartrose
l
A artrose do joelho pode surgir em consequência de lesão ligamentar ou qualquer outra agressão articular.
Isto deve-se às diferenças anatômicas entre os dois sexos: maior diâmetro transversal da bacia feminina (vantagem obstétrica) que implica um maior ângulo em valgo do joelho.
A estrutura mecânica do ortostatismo e da marcha humana assenta na posição vertical das tíbias. Na marcha, quando apenas um pé apoia no solo e o outro avança (fase de apoio), o peso do corpo ficaria medialmente ao eixo da tíbia apoiada, se não existissem importantes mecanismos de recentragem da carga. Um desses mecanismos é dinâmico e é obtido pela ação do músculo tensor da fáscia lata; o outro é estático ou anatômico e deriva da inclinação para dentro das diáfises femurais que assim colocam os joelhos e tíbias o mais próximo possível do eixo das cargas geradas pelo peso do corpo (as tíbias são verticais).
Durante a marcha, o stress na cartilagem articular é muito maior do que o considerado unicamente pelo peso do corpo. A deformidade varizante pode facilmente sobrecarregar o compartimento medial, levando à ruptura da cartilagem. 

Durante o apoio, o peso do corpo concentra-se mais no compartimento interno.
B. O tensor da fáscia lata recentra as cargas, no eixo do joelho em apoio.
A gonartrose começa exatamente nas áreas de menor contacto entre as duas superfícies articulares , que são os locais onde a nutrição da cartilagem hialina é menor pois depende do embebimento/esvaziamento (efeito de esponja). A tendência degenerativa que conduz à artrose do compartimento externo da tróclea fémuro-rotuliana será tanto maior quanto maior for o ângulo em varo do joelho, porque menor a nutrição das suas  cartilagens.A gonartrose é caracterizada pela presença de: dor, espasmos musculares, rigidez, limitação do movimento, desgaste e fraqueza muscular, tumefação articular, deformidades, crepitação e perda de função. Durante a inflamação ocorre calor, rubor, tumefação e dor. (Thompson , 1994, Apley, 1998)
A dor de um doente com artrose tem um ritmo, ou seja, tem um modo de ser ao longo do dia. É uma dor mecânica, pelo facto de se agravarem ao longo do dia (devido a esforços) melhorando quando o doente repousa. A rigidez surge, sobretudo, ao iniciar os movimentos sendo esta de curta duração. A limitação do movimento pode surgir precocemente, ao contrário das deformações que, em regra são tardias.
Os músculos quadricípite e isquiotibiais, sofrem hipotrofia podendo esta estar relacionada com o desuso, devido ao quadro álgico, que provoca a limitação do movimento e da função.
A gonartrose desenvove-se na maioria das vezes em mulheres enquanto que a caxartrose nos homens. 